# Las Cabañas, Querétaro Arteaga
Las Cabañas är en ort i Mexiko.   Den ligger i kommunen Corregidora och delstaten Querétaro Arteaga, i den centrala delen av landet, 190 km nordväst om huvudstaden Mexico City. Las Cabañas ligger 1 862 meter över havet och antalet invånare är 110.
Terrängen runt Las Cabañas är platt åt nordväst, men åt sydost är den kuperad. Runt Las Cabañas är det tätbefolkat, med 511 invånare per kvadratkilometer. Närmaste större samhälle är Santiago de Querétaro, 12,4 km nordost om Las Cabañas. Trakten runt Las Cabañas består till största delen av jordbruksmark.